# Aeroport Internacional de Xarjah
L'Aeroport Internacional de Xarjah és l'aeroport amb categoria Internacional de l'emirat de Xarjah als Emirats Àrabs Units. Està situat al sud-est d'Ajman i nord-est de Xarjah a l'antic poblet d'Umm Fanin, amb accés per la carretera que porta a Dhaid. La terminal de l'aeroport és a 10 km del centre de la ciutat i a només 15 km de la frontera de Dubai, i fa frontera amb l'emirat d'Ajman. El primer aeroport (aeròdrom) de Xarjah es va construir el 1932 per la Imperial Airways, filial de la British Airways; la que llavors fou la pista és ara una carretera. Té un trànsit de 1.800 aparells mensuals amb cent mil passatgers. Únicament té una pista. Gràcies al comerç amb els ports de la costa del golf d'Oman és l'aeroport amb el trànsit pesant més gran del món.
Statistics from Sharjah International Airport